# Шугрин
Шугрин је насеље Града Пирота у Пиротском округу. Према попису из 2022. има 13 становника (према попису из 2002. било је 95 становника).

## Историја
У Шугрину је рођен извесни Стеван, најбољи тобџија Хајдук-Вељка Петровића, који га је за рачун Турака и убио топом 1813. године.
Рођен је у месту 1836. године Милан Пироћанац државник српски. Мада син Стевана Недељковића, узео је себи за ново презиме изведено по свом завичају пиротском. Учио је високе школе у Београду и Паризу, и мало у Немачкој. Био је начелник Министраства спољних послова за време књаза Михаила, који му је поверио неколико важних дипломатских мисија. После погибије књазове прелази у судство где је председник Првостепеног суда у Београду и дуго члан Касационог суда. Бавио се током живота и адвокатуром. Покренуо је лист "Шумадија", па ускоро и "Видело". Био је вођа Напредне странке до јесени 1883. године. Био је претходно неколико пута министар у влади, а након пада владе Ристићеве, он 1879. године формира као председник напредњачку владу. После оставке 1886. године повлачи се сасвим из политике. Био је један од најбољих српских правика а доказао се и као политички писац са више наслова књига - брошура и бројних чланака. Његови радови су били: "Међународни положај Србије", "Кнез Михаило и заједничка радња балканских народа", "Историјска размишљања" идр. Умро је у Београду почетком 1897. године.
У месној основној школи од 1910. године ради учитељ Светозар Лазаревић. По завршетку Првог светског рата постављен је 1920. године за сталног учитеља Живојин Костић.

## Демографија
У насељу Шугрин живи 94 пунолетна становника, а просечна старост становништва износи 67,6 година (68,5 код мушкараца и 66,8 код жена). У насељу има 54 домаћинства, а просечан број чланова по домаћинству је 1,76.
Ово насеље је великим делом насељено Србима (према попису из 2002. године).
|  |

| Демографија | Демографија | Демографија |
| Година      | Становника  | Становника  |
| ----------- | ----------- | ----------- |
| 1948.       | 693         |             |
| 1953.       | 665         |             |
| 1961.       | 583         |             |
| 1971.       | 457         |             |
| 1981.       | 299         |             |
| 1991.       | 171         | 171         |
| 2002.       | 95          | 95          |

| Етнички састав према попису из 2002.‍ | Етнички састав према попису из 2002.‍ | Етнички састав према попису из 2002.‍ | Етнички састав према попису из 2002.‍ | Етнички састав према попису из 2002.‍ |
| ------------------------------------ | ------------------------------------ | ------------------------------------ | ------------------------------------ | ------------------------------------ |
|                                      |                                      |                                      |                                      |                                      |
| Срби                                 | Срби                                 |                                      | 94                                   | 98,94%                               |
| непознато                            | непознато                            |                                      | 1                                    | 1,05%                                |

| Година пописа     | 1948. | 1953. | 1961. | 1971. | 1981. | 1991. | 2002. |
| ----------------- | ----- | ----- | ----- | ----- | ----- | ----- | ----- |
| Број домаћинстава | 116   | 120   | 120   | 116   | 100   | 79    | 54    |

| Број чланова      | 1  | 2  | 3 | 4 | 5 | 6 | 7 | 8 | 9 | 10 и више | Просек |
| ----------------- | -- | -- | - | - | - | - | - | - | - | --------- | ------ |
| Број домаћинстава | 18 | 31 | 5 | 0 | 0 | 0 | 0 | 0 | 0 | 0         | 1,76   |

| Пол    | Укупно | Неожењен/Неудата | Ожењен/Удата | Удовац/Удовица | Разведен/Разведена | Непознато |
| ------ | ------ | ---------------- | ------------ | -------------- | ------------------ | --------- |
| Мушки  | 46     | 1                | 36           | 9              | 0                  | 0         |
| Женски | 49     | 2                | 36           | 11             | 0                  | 0         |
| УКУПНО | 95     | 3                | 72           | 20             | 0                  | 0         |

| Пол    | Укупно                    | Пољопривреда, лов и шумарство | Рибарство                            | Вађење руде и камена | Прерађивачка индустрија       |
| ------ | ------------------------- | ----------------------------- | ------------------------------------ | -------------------- | ----------------------------- |
| Мушки  | 22                        | 18                            | 0                                    | 0                    | 2                             |
| Женски | 21                        | 21                            | 0                                    | 0                    | 0                             |
| УКУПНО | 43                        | 39                            | 0                                    | 0                    | 2                             |
| Пол    | Производња и снабдевање   | Грађевинарство                | Трговина                             | Хотели и ресторани   | Саобраћај, складиштење и везе |
| Мушки  | 0                         | 1                             | 1                                    | 0                    | 0                             |
| Женски | 0                         | 0                             | 0                                    | 0                    | 0                             |
| УКУПНО | 0                         | 1                             | 1                                    | 0                    | 0                             |
| Пол    | Финансијско посредовање   | Некретнине                    | Државна управа и одбрана             | Образовање           | Здравствени и социјални рад   |
| Мушки  | 0                         | 0                             | 0                                    | 0                    | 0                             |
| Женски | 0                         | 0                             | 0                                    | 0                    | 0                             |
| УКУПНО | 0                         | 0                             | 0                                    | 0                    | 0                             |
| Пол    | Остале услужне активности | Приватна домаћинства          | Екстериторијалне организације и тела | Непознато            | Непознато                     |
| Мушки  | 0                         | 0                             | 0                                    | 0                    | 0                             |
| Женски | 0                         | 0                             | 0                                    | 0                    | 0                             |
| УКУПНО | 0                         | 0                             | 0                                    | 0                    | 0                             |